# Малая Радогощь
Малая Радогощь (укр. Мала Радогощ) — село в Изяславском районе Хмельницкой области Украины.
Население по переписи 2001 года составляло 124 человека. Почтовый индекс — 30315. Телефонный код — 3852. Занимает площадь 0,644 км². Код КОАТУУ — 6822184505.

## Местный совет
30314, Хмельницкая обл., Изяславский р-н, с. Мякоты, ул. Чулкова, 3